# Берегівський район
Берегівський район (Берегівщина) — район Закарпатської області в Україні, утворений 2020 року. Адміністративний центр — місто Берегове.

## Історія
Район створено відповідно до постанови Верховної Ради України № 807-IX від 17 липня 2020 року. 
Раніше територія району входила до складу таких районів:
1. Берегівського (1953—2020),
2. Виноградівського,
3. частини Іршавського[3].

## Адміністративний поділ

### Населені пункти
Кількість населених пунктів 105:
1. село Арданово
2. село Астей
3. село Бадалово
4. село Бадів
5. село Бакош
6. село Балажер
7. село Баркасово
8. село Батрадь
9. селище міського типу Батьово
10. село Бене
11. місто Берегове
12. село Берегуйфалу
13. село Богаревиця
14. село Боржава
15. село Боржавське
16. село Ботар
17. село Букове
18. село Вари
19. село Велика Бакта
20. село Велика Бийгань
21. село Велика Копаня
22. село Велика Паладь
23. село Великі Береги
24. село Великі Ком'яти
25. село Вербове
26. село Вербовець
27. село Верхні Ремети
28. село Веряця
29. селище міського типу Вилок
30. місто Виноградів
31. село Воловиця
32. село Галабор
33. село Гать
34. село Гетен
35. село Гетиня
36. село Геча
37. село Горбки
38. село Горонглаб
39. село Гудя
40. село Гуняді
41. село Гут
42. село Данилівка
43. село Дийда
44. село Дротинці
45. село Дунковиця
46. село Дюла
47. село Запсонь
48. село Затисівка
49. село Затишне
50. село Кам'янське
51. село Карачин
52. село Каштаново
53. село Квасово
54. селище міського типу Королево
55. село Косонь
56. село Кідьош
57. село Мала Бийгань
58. село Мала Копаня
59. село Мале Попово
60. село Матійово
61. село Мідяниця
62. село Міжлісне
63. село Мочола
64. село Мужієво
65. село Неветленфолу
66. село Нижні Ремети
67. село Нове Клинове
68. село Нове Село
69. село Новоселиця
70. село Оклі
71. село Оклі Гедь
72. село Олешник
73. село Онок
74. село Оросієво
75. село Перехрестя
76. село Пийтерфолво
77. село Підвиноградів
78. село Попово
79. село Притисянське
80. село Рафайново
81. село Руська Долина
82. село Сасово
83. село Свобода
84. село Серне
85. село Сільце
86. село Теково
87. село Тисобикень
88. село Тросник
89. село Фанчиково
90. село Фертешолмаш
91. село Форголань
92. село Хижа
93. село Хмільник
94. село Холмовець
95. село Чепа
96. село Черна
97. село Четфалва
98. село Чикош-Горонда
99. село Чома
100. село Чорний Потік
101. село Чорнотисів
102. село Шаланки
103. село Широке
104. село Шом
105. село Яноші

### Громади
Кількість територіальних громад 10:
1. Великобийганська територіальна громада (сільська)
2. Вилоцька територіальна громада (селищна)
3. Виноградівська територіальна громада (міська)
4. Батівська територіальна громада (селищна)
5. Пийтерфолвівська територіальна громада (сільська)
6. Королівська територіальна громада (селищна)
7. Великоберезька територіальна громада (сільська)
8. Кам'янська територіальна громада (сільська)
9. Берегівська територіальна громада (міська)
10. Косоньська територіальна громада (сільська)